# Alpiscaptulus medogensis
Alpiscaptulus medogensis is een zoogdier uit de familie van de mollen (Talpidae). De wetenschappelijke naam van de soort werd voor het eerst geldig gepubliceerd door Jiang & Chen in 2021.

## Voorkomen
De soort komt voor in China.